# Colanthura tenuis
Colanthura tenuis là một loài chân đều trong họ Paranthuridae. Loài này được Richardson miêu tả khoa học năm 1902.